# Dan Stockalper
Dan Stockalper (San Diego, 25 settembre 1956) è un ex cestista statunitense naturalizzato svizzero.
È il padre del cestista Derek e cugino di Mike.

## Palmarès
- Campionato svizzero: 4

Viganello: 1979-80
Vevey Riviera: 1983-84
Pully: 1988-89, 1989-90
- Coppa di Svizzera: 8

Viganello: :1977, 1980
Vevey Riviera: 1984, 1985
Pully: 1988, 1989, 1990, 1991